# Kenny Lake
Kenny Lake é uma Região censo-designada localizada no estado americano de Alasca, no Distrito de Valdez-Cordova.

## Demografia
Segundo o censo americano de 2000, a sua população era de 410 habitantes.

## Geografia
De acordo com o United States Census Bureau, a localidade tem uma área de 505,6 km², dos quais 505,0 km² cobertos por terra e 0,6 km² cobertos por água.

## Localidades na vizinhança
O diagrama seguinte representa as localidades num raio de 48 km ao redor de Kenny Lake.